# Inge Schanding

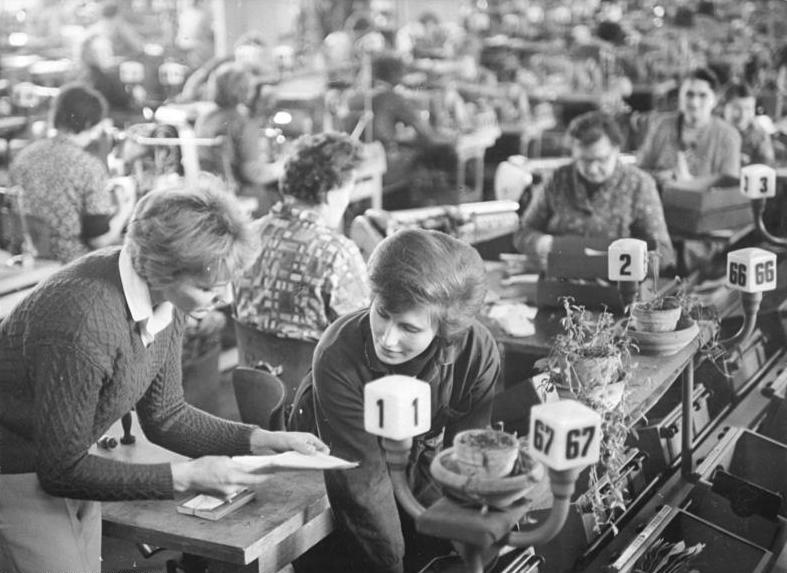
Inge Schanding (links) 1964 als Mitarbeiterin der Betriebsabrechnung

Inge Schanding (* 1. Oktober 1935 in Heilsberg; † 23. Oktober 1982 in Weißenfels) war eine deutsche Handballspielerin. In den 1960er-Jahren galt sie als beste und erfolgreichste Handballspielerin der DDR.

## Karriere
Inge Schanding, die bei Kriegsende mit ihrer Familie aus Ostpreußen nach Thüringen flüchtete, wo sie in der Froschmühle im Mühltal bei Eisenberg eine Bleibe fand, war die bedeutendste DDR-Handballerin der vorolympischen Ära. Ihr Handball-Debüt gab Inge Schanding in Eisenberg, doch nachdem sie mit ihrer Familie nach Weißenfels umgezogen war, engagierte sie sich zuerst bei den Leichtathleten. Von 1955 bis 1970 stürmte sie dann als Handballerin für die BSG Fortschritt Weißenfels und gewann mit ihrer Mannschaft 15 DDR-Meistertitel, sowohl im Feldhandball als auch in der Halle. Mit 21 Jahren wurde Schanding in die DDR-Nationalmannschaft berufen, bestritt dort 126 Länderspiele und war zehn Jahre lang Kapitänin. Sie war die erste Spielerin der Welt mit 100 Länderspielen.
Schanding ist Rekordspielerin und -torschützin der DDR im Feldhandball mit 21 Einsätzen und 43 Toren.
Später war sie als Nachwuchstrainerin aktiv und wagte dann mit 42 Jahren, nach der Geburt ihres Sohnes (* 1974), noch einmal ein sportliches Comeback als Spielerin.

## Ehrungen
Seit 1996 wird in Weißenfels jährlich das Inge-Schanding-Gedächtnisturnier für Seniorinnen ab 30 Jahren ausgetragen. Seit 2014 verweist eine Gedenktafel an der Sporthalle West auf die Verdienste Schandings. Seit 2015 trägt diese Sporthalle den Namen Inge Schandings.